# Brezov
Brezov (in ungherese Nyírjes, in tedesco Zweibirken) è un comune della Slovacchia facente parte del distretto di Bardejov, nella regione di Prešov.

## Storia
Il villaggio venne fondato nel XIII secolo. All'epoca apparteneva alla Signoria di Marhaň. Nel 1335, con il nome di Nyresmezo, passò ai conti Aba. Successivamente appartenne ai Somosy, Széchy, Tárcsay, Ujfalussy e infine ai conti Tahy.